# District d'Oberrheintal
Le district d'Oberrheinthal, créé en 1831 par la division du district de Rheintal en district d'Oberrheinthal et district d'Unterrheintal, a été jusqu'en 2003 l'un des quatorze districts du canton de Saint-Gall en Suisse.
Six communes en faisaient partie :
- Altstätten
- Eichberg
- Marbach
- Oberriet
- Rebstein
- Rüthi

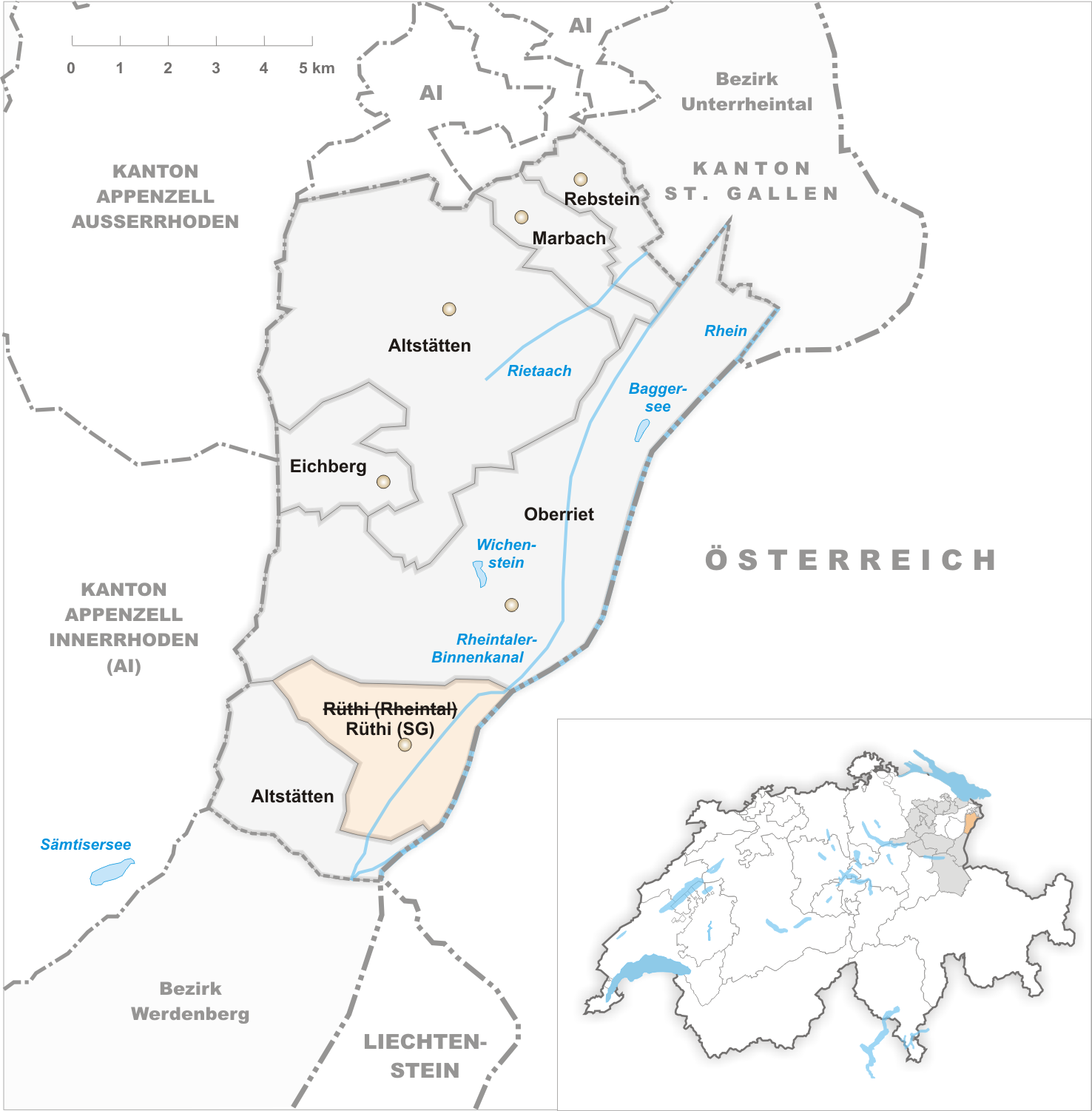
Communes du district d'Oberrheintal jusqu'en 2003

Il a été remplacé en 2003 par la circonscription électorale de Rheintal qui fusionne les deux anciens districts d'Oberrheintal et d'Unterrheintal et reprend le périmètre du district de Rheintal tel qu'il existait jusqu'en 1831.